# Johan Erik Nordblom
Johan Erik Nordblom, född den 13 april 1788 i Uppsala, Uppsala län, död  25 december 1848 i Uppsala, Uppsala län, var en svensk tonsättare och dirigent. 

## Biografi
Johan Erik Nordblom föddes 13 april 1788 i Uppsala församling, Uppsala. Han var son till skräddarmästaren Erik Nordblom och Ingrid Maria Thidstedt. Nordblom studerade musik i Uppsala för Haeffner 1808–1814 och var musikdirektör vid Gävle gymnasium 1814–1821 samt lärare i elementar- och kyrkosång vid Kungliga Musikaliska Akademien 1824–1833. Han efterträdde Haeffner som director musices vid Uppsala universitet 1833, och 1835 blev han också domkyrkoorganist. Som kompositör skrev han främst sånger för manskör. Han utgav också en tryckt sångskola, av tonsättarkollegan Jacob Niclas Ahlström betecknad som "förträfflig".
Nordblom blev ledamot av Kungliga Musikaliska Akademien 1827.

## Kompositioner
- "På Oscars-dagen" Se dimman hvälfver, komponerad till 100-årsminnet av Karl XII:s död 1818.

### Orkesterverk
- Musiken vid Academiska högtidigheterna i Uppsala den 11, 12 och 13 maj 1843 [till 25-årsminnet av Karl Johans tronbestigning] för solist, blandad kör, manskör och orkester (Fahlcrantz, Psalm 300).
- Musiken vid de i anledning af H. M. Konungens kröning anställda Academiska högtidligheterna den 28, 29 och 30 november 1844 för solist, blandad kör, manskör och orkester (J. Nybom, Psalm 300).

### Kammarmusik
- Kvartett för flöjt. Uppförd november 1813 i Uppsala.[6]

### Blandad kör a cappella
- Bergvandraren (P.D.A. Atterbom) (ur Svenska melodier satta för sopr, alt, tenor och bas)
- Bön ur musiken till en promotionsfest (J. Nybom), (ur Musica Sacra, vol. 2, 1867)
- Hemlandssång (arrangerad av Till H.K.H. Kronprinsen Oscar).
- Fäderneslandet Herrliga land, frihetens stamort på jorden (Johan Vilhelm Berger), (ur Vårt land, Chicago, 1891)
- Marsch (anonym), (ur Vårt land, Chicago, 1891)
- Svensk ynglingasång (anonym), (ur Vårt land, Chicago, 1891)

### Manskvartett
- Fyra-stämmiga sånger för mans-röster den studerande ungdomen i Upsala tillegnade af J.E. Nordblom, häfte 1, 1834.
- Bergvandraren (P.D.A. Atterbom), (Ur Sångbok: Österbottniska Nationen tillhörig, Åbo, 1942.)
- Förgät-mig-ej (P.D.A. Atterbom), (Ur Sångbok: Österbottniska Nationen tillhörig, Åbo, 1942.)
- Liljan (P.D.A. Atterbom), (Ur Sångbok: Österbottniska Nationen tillhörig, Åbo, 1942.)
- Marcia (Hedborn), (Ur Sångbok: Österbottniska Nationen tillhörig, Åbo, 1942.)
- Sång av Sjöström (Sjöström), (Ur Sångbok: Österbottniska Nationen tillhörig, Åbo, 1942.)
- Sången (A.A. Grafström), (Ur Sångbok: Österbottniska Nationen tillhörig, Åbo, 1942.)
- Violen (Goethe/P.D.A. Atterbom) (Ur Sångbok: Österbottniska Nationen tillhörig, Åbo, 1942.)
- Dalvisa (traditionelt arrangemang)
- ”Det går ett dån utöfver tidens vatten” (P.D.A. Atterbom)
- Erotisk fantasi (C.W. Böttiger)
- Göthen (A. Lindblad)
- ”Han som en dag verlden skall döma” (P.D.A. Atterbom)
- Hyacinten (P.D.A. Atterbom)
- Hymn (C.E. Fahlcrantz)
- Jägarvisa (C.F. Dahlgren), (ur Samling kvartetter och terzetter för mansröster)
- (Student)Marsch (anonym)
- Marche (G.E. Unonius).
- Vid Oscarsfesten 1818 (C. von Zeipel)
- ”Min barndoms Gud, du efter långa åren” (anonym)
- Norsk folkvise = Erotisk fantasi, (ur Samling flerstemmige Sange för mandstemmor, Köpenhamn, 1873)
- Romance ur Lycksalighetens ö (P.D.A. Atterbom)
- Sång på första maj = Svensk ynglingasång (C. von Zeipel)
- Till H. K. H. Kronprinsen Oscar (C. von Zeipel)
- Återseendet (anonym)
- Trio för två tenorer och bas ”Fly ej kärlek från min hydda” (C.F. Dahlgren), (ur Sånger för en röst, häfte 4, 1826)

#### Manskvartett och piano
- Jägarvisa för två tenorer, två basar och piano (C.F. Dahlgren), (ur Sånger för en röst, häfte 4, 1826)

### Sånger för en röst och piano
- Sånger för en röst med accompagnement af fortepiano
- Häfte 1 (Stockholm, Palmblad & Co, 1819. 2:a upplagan med förkortat innehåll Stockholm, Hirsch, 1829. Ny upplaga med titeln Sånger och visor för en röst med accompagnement af piano, Stockholm, Hirsch, 1864.)
- Häfte 2 (Uppsala, Palmblad & Co, 1821−22, 2:a upplagan (1831)
- Häfte 3 (Uppsala, Palmblad & Co, 1822)
- Häfte 4 (Uppsala, Palmblad & Co, 1826, 2:a upplagan 1829)
- Sånger för en röst med pianoforteaccompagnement walda ur de fyra första häftena (1849)
- Sånger för en röst med accompagnement af fortepiano, op. 9 (före 1849)
- Sju sånger med accompagnement af fortepiano, op. 10 (1841)
- Sången (Grafström) varierad för alt eller baryton (uppförd 18 november 1838)

#### Sånger för två röster och piano
- Duett [Dryckessång] (anonym) (Skämt och allvar, 1853)
- Duettino för sopran och alt (Sånger op. 9)

#### Sånger för barn och piano
- Sånger för barn med forte-piano-accompagnement (Stockholm, Müller, 1831)

#### Sång och gitarr
- Fly ej kärlek (C.F. Dahlgren), (Orphea, valda sånger med accomp. af guitarre, 1833)

### Pianoarrangemang
- Marche
- Forntida minnen
- Fäderneslandet (Echo af Upsalasången, häfte 1, 1860)
- Sång på första maj (100 studentsånger satta för piano, 1878)